# Елиот (Мисисипи)
Елиот (енгл. Elliott) насељено је место без административног статуса у америчкој савезној држави Мисисипи.

## Демографија
По попису из 2010. године број становника је 990.
| Група             | 2000.    | 2010.       |
| Белци             | 0 (0,0%) | 795 (80,3%) |
| Афроамериканци    | 0 (0,0%) | 173 (17,5%) |
| Азијати           | 0 (0,0%) | 0 (0,0%)    |
| Хиспаноамериканци | 0 (0,0%) | 12 (1,2%)   |
| Укупно            | 0        | 990         |